# ستيفنفيل
ستيفينفيل (بالإنجليزية: Steffenville)‏ هي مدينة ومقر مقاطعة إيراث، تكساس في الولايات المتحدة. بلغ عدد السكان 17,123 في تعداد عام 2010. تأسست المدينة في عام 1856، وهي موطن جامعة ولاية تارلتون. ستيفنفيل هي من بين العديد من المجتمعات المحلية التي تطلق على نفسها «عاصمة رعاة البقر في العالم».

## أعلام
- كودي ديفيس
- لوثر بيرلسون
- ريد بيرد